# Takagi (Giappone)
Takagi (喬木村?) è una villaggio giapponese della prefettura di Nagano.